# Wolfgang Ritzberger

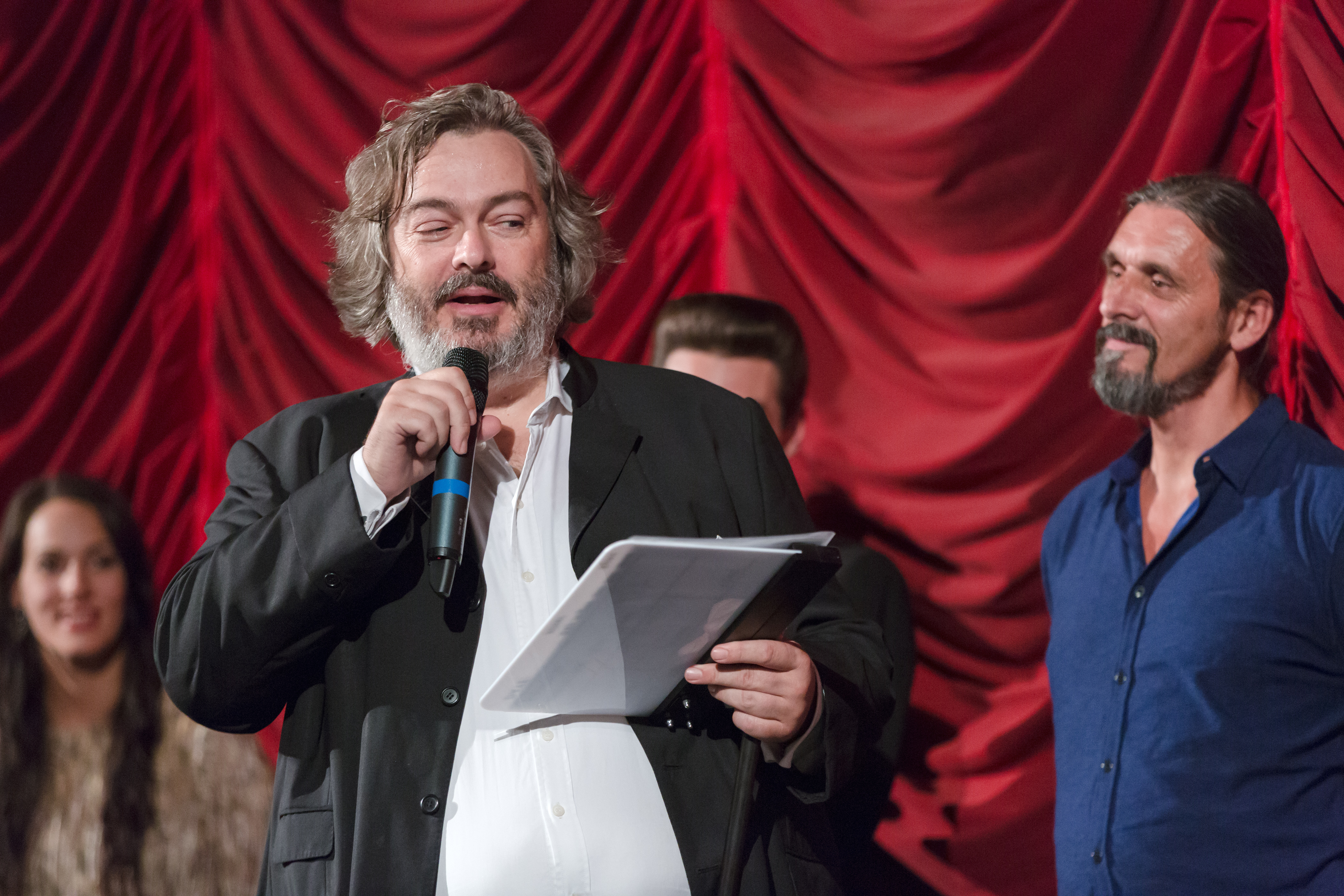
Wolfgang Ritzberger auf der Wien-Premiere von Die beste aller Welten

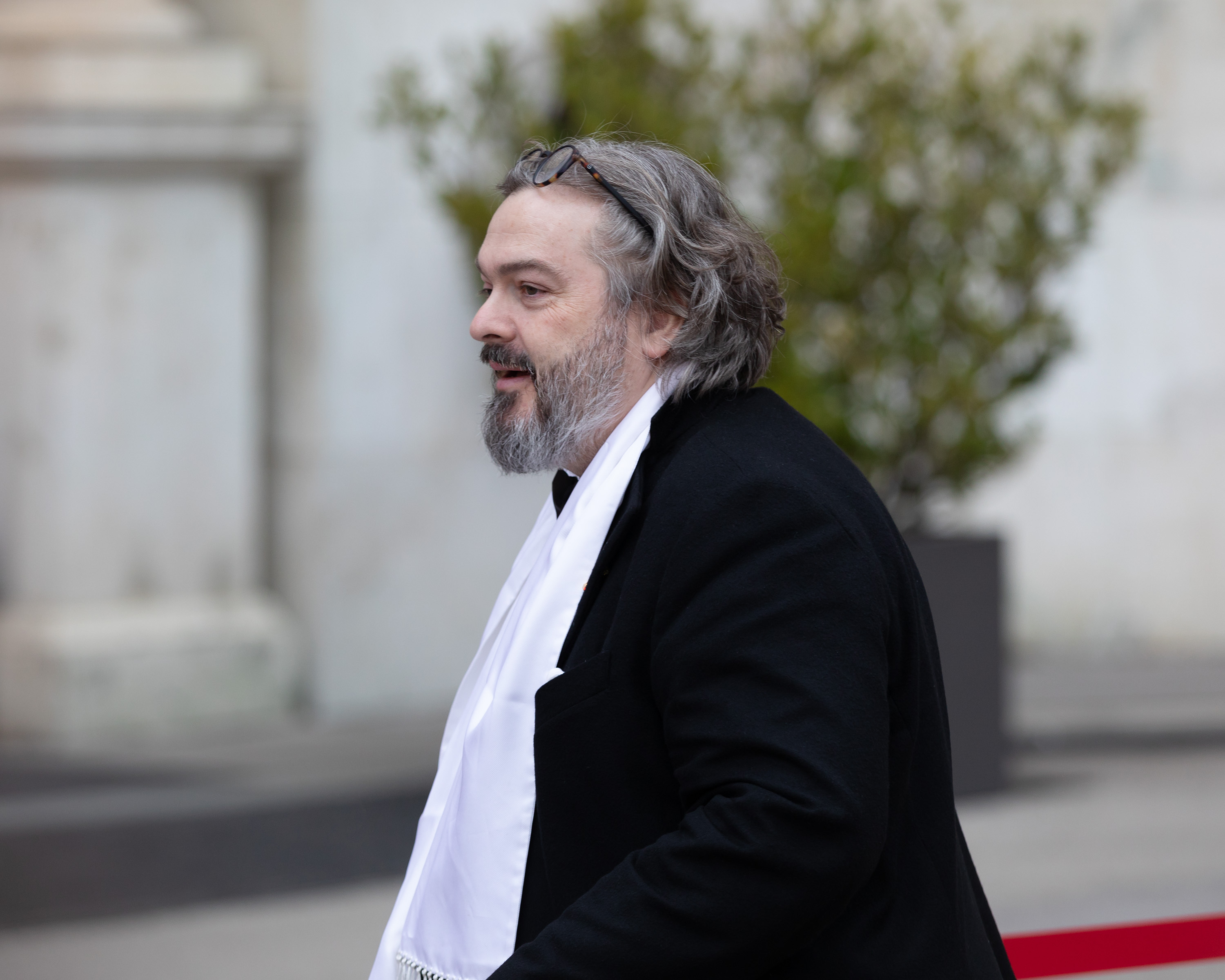
Wolfgang Ritzberger bei der Romy 2018

Wolfgang Ritzberger (* 17. Februar 1961 in Wien) ist ein österreichischer Filmregisseur und Filmproduzent.

## Leben
Ritzberger wuchs in Wien auf, studierte Volkswirtschaftslehre an der Universität Wien und wurde Journalist beim ORF, wo er zuletzt als leitender Redakteur in der Zeit im Bild II tätig war.
In den 1990er Jahren war er Pressesprecher der ÖVP-Bundespartei unter den Generalsekretären Othmar Karas und Maria Rauch-Kallat und leitete als solcher den erfolgreichen Wahlkampf für Ursula Stenzel bei der Europawahl 1996 in Österreich. Danach beendete er sein parteipolitisches Engagement und begann eine Laufbahn im künstlerischen Bereich, etwa als Kabarettist. Im Jahr 2000 gründete er die Firma Ritzlfilm. Er war Mitglied der österreichischen Tonmeistervereinigung und ist Chefredakteur von „MediaBiz“, dem größten österreichischen Branchenmagazin für die Audio- und Filmindustrie. 2006 inszenierte er als Regisseur die Aufführung des Sommernachtstraums beim Retzer Theatersommer, dessen Intendant er später wurde.
Als Filmproduzent ist Ritzberger vor allem für seinen Erfolg mit dem Film Die beste aller Welten bekannt, der mehrere Preise gewann, darunter auch die Romy und den österreichischen Filmpreis 2018.
Ritzberger war ein erfolgreicher Sportler in den Disziplinen Säbelfechten und Degenfechten. 1992 war er Sieger beim Wiener Säbel-Pokal, 1993 vertrat er Österreich bei der Fecht-Weltmeisterschaft in Essen.
Er ist Mitglied der K.Ö.St.V. Frankonia Wien im MKV und seit 1994 der katholischen Studentenverbindung KaV Marco-Danubia Wien im ÖCV.